# 奥野修司
奥野 修司（おくの しゅうじ、1948年7月5日- ）は、日本のジャーナリスト・ノンフィクション作家。

## 来歴・人物
大阪府出身。立命館大学経済学部卒業。1978年より移民史研究者で評論家の藤崎康夫に師事して南米で日系移民調査を行う。帰国後、フリージャーナリストとして女性誌などに執筆。

1998年「28年前の『酒鬼薔薇』は今」（文藝春秋1997年12月号）で、第4回編集者が選ぶ雑誌ジャーナリズム賞受賞。
2006年『ナツコ 沖縄密貿易の女王』で、第27回講談社ノンフィクション賞・第37回大宅壮一ノンフィクション賞受賞。同年発行の『心にナイフをしのばせて』は高校生首切り殺人事件を取り上げ、8万部を超えるベストセラーとなった。
「ねじれた絆―赤ちゃん取り違え事件の十七年」は25年、「ナツコ 沖縄密貿易の女王」は12年と、長期間取材を行った作品が多い。
2011年3月11日の東北地方太平洋沖地震の取材過程で、被災児童のメンタルケアの必要性を感じ取り、支援金を募って、児童達の学期休みに沖縄のホームステイへ招くティーダキッズプロジェクトを推進している。
2014年度より大宅壮一ノンフィクション賞選考委員(雑誌部門）。

## 著書
- 『小沢一郎　覇者の履歴書』（1994・データハウス）
- 『ねじれた絆　―赤ちゃん取り違え事件の十七年―』（1995・新潮社　2002・文春文庫）
- 『隠蔽　―父と母の〈いじめ〉情報公開戦記―』（1997・文藝春秋） - 富山市立奥田中学校いじめ自殺事件を題材とする。
- 『皇太子誕生』（2001・文藝春秋　2006・講談社文庫）
- 『ナツコ　―沖縄密貿易の女王―』（2005・文藝春秋　2007・文春文庫）
- 『心にナイフをしのばせて』（2006・文藝春秋　2009・文春文庫） - 高校生首切り殺人事件を題材とする。
- 『満足死　―寝たきりゼロの思想―』（2007・講談社現代新書）
- 『花粉症は環境問題である』（2008・文春新書）
- 『それでも、世界一うまい米を作る　―危機に備える「俺たちの食糧安保」―』（2009・講談社）
  - 『放射能に抗う　―福島の農業再生に懸ける男たち―』（2013・講談社文庫　全面改稿）
- 『沖縄幻想』（2009・洋泉社、新書ｙ）
- 『不登校児　再生の島』(2012・文藝春秋）、新版『再生の島』（2015・文春文庫）
- 『看取り先生の遺言　がんで安らかな最期を迎えるために』（2013・文藝春秋）のち文庫
- 『「副作用のない抗がん剤」の誕生　がん治療革命』文藝春秋、2016
- 『魂でもいいから、そばにいて　3･11後の霊体験を聞く』（2017・新潮社）
- 『ゆかいな認知症　介護を「快護」に変える人』（2018・講談社現代新書）[5]
- 『天皇の憂鬱』(2019・新潮新書）[6]
- 『マコクライシス　―「眞子さんの乱」で見えた皇室の危機 ―』（2022・日刊現代）
- 『極秘資料は語る　皇室財産』（2022・文春新書）
- 『認知症は病気ではない』（2024・文春新書）

### 共著
- 『丹野智文　笑顔で生きる』（2017・文藝春秋）共著：丹野智文　[7]
- 『怖い中国食品、不気味なアメリカ食品』（2017・講談社文庫）共著：徳山大樹[8]
- 『昭和の東京12の貌』(2019・文春新書）[9]

## 演じた俳優
- 小日向文世（少年Ａ ～もう一つの酒鬼薔薇事件～、2007年6月2日、テレビ朝日）
- 滝藤賢一（ねじれた絆 赤ちゃん取り違え事件 42年の真実、2013年10月11日、フジテレビ）
- 矢崎滋 （心にナイフを忍ばせて、NHK-FM　FMシアター）